# Westhessische Senke
Die Westhessische Senke ist eine Talsenke des Westhessischen Berg- und Senkenlands in Nordhessen, zu minimalen Teilen auch in Niedersachsen.

Abgrenzung der Westhessischen Senke

Die Westhessische Senke mit Relief

## Geografie und Geologie

### Geografische Lage
Die Westhessische Senke erstreckt sich entlang der Täler von Schwalm, Eder, Fulda, Esse und Diemel in etwa von Alsfeld im Süden bis Bad Karlshafen im Norden. Sie trennt das Osthessische Bergland (Haupteinheitengruppe 34 bzw. D46) mit Knüllgebirge und Kaufunger Wald im Osten vom Westhessischen Bergland (35 bzw. D47) mit Kellerwald und Habichtswald im Westen und wird selber noch zum Westhessischen Bergland gezählt, innerhalb dessen sie die Haupteinheit 343 einnimmt. Die südliche Begrenzung bilden die nördlichen Ausläufer des zum Osthessischen Bergland gerechneten Vogelsberges.

#### Mittelmeer-Mjösen-Zone
Die Westhessische Senke ist Teil der Mittelmeer-Mjösen-Zone, einer Abfolge von Talsenken, die sich vom Rhonetal über den Oberrheingraben, die Wetterau und das Gießener Becken, unterhalb des Vorderen Vogelsberges schließlich zum Amöneburger Becken, von dort über den Neustädter Sattel in die Westhessische Senke und weiter über den Leinegraben bis zum Oslograben zieht.

### Geologie
Während des Mesozoikums wurden die Ablagerungen des Zechsteinmeeres mit Sand überlagert. Hieraus entwickelte sich der Buntsandstein. Durch weitere Hebungen und Senkungen lagerte sich auf der Buntsandsteinschicht Muschelkalk ab. Im anschließenden geologischen Zeitalter, dem Keuper, fand eine Hebung der Landschaft statt. Hier wechselten Überflutungen und Versumpfung einander ab. Stellenweise scheint das Land auch noch von älteren Phasen des Lias erreicht worden zu sein. Auch die jungeuropäische Faltung beeinflusste das Gebiet nachhaltig. Sie führte zu Grabeneinbrüchen, damit verbunden gelangten Urgesteine an die Oberfläche. Gleichzeitig wurden die Oberflächen der umliegenden Gebirge durch Verwitterung und Verwehung abgetragen. So entstanden Keuper- und Muschelkalkrücken die das Buntsandsteingebiet in nordöstlicher und nordwestlicher Richtung durchziehen. Durch die Verwitterung des Buntsandsteines wurden wiederum Schichten des Paläozoikum freigelegt. An der Wende zum Neozoikum entstand die Hessische Senke, ein Bindeglied des großen Grabeneinbruchs von Skandinavien bis zum Mittelmeer. Umgeben ist diese Senke von welligen Gebirgen an der Ost- und Westflanke. Neuerliche Hebungen und Senkungen des Meeresspiegels führten im Tertiär zu Überflutungen des Gebietes und der Ablagerung von Sand. Hierbei wurden ausgedehnte Waldgebiete, die sich in dem feuchtwarmen Klima gebildet hatten, überlagert. Hieraus entstand die Braunkohle. Erst in der jüngeren Zeit, dem Quartär, entstanden die fruchtbaren Lößböden in dem Gebiet der westhessischen Senke.
Ebenes Gelände in der Westhessischen Senke befindet sich in den Gebieten der Flussniederungen von Schwalm, Eder und Fulda. Ansonsten gestaltet sich die Westhessische Senke als eine Folge von Schwellen und Rücken, die bis 300 m über NN (Weinkopf bei Borken 298 m) erreichen. Das Hügelland besteht überwiegend aus Löss, im Norden finden sich vereinzelt basaltische Kuppen. Mesozoische Gesteine treten hauptsächlich im nördlichen Bereich an die Oberfläche, tertiäre Sedimente herrschen dagegen im Hessengau, mit Kies-, Sand- und Tonlagen, vor. In den tertiären Schichten sind im Borkener Becken ergiebige Braunkohlevorkommen eingelagert.

### Gewässer
Die Täler der folgenden Flüsse liegen in der Westhessischen Senke (eingeklammerte Flüsse nehmen lediglich Wasser aus der Senke auf):
- (Weser)
  - (l) Fulda (Unterlauf, nicht ganz bis zur Mündung)
    - (l) Eder (Unterlauf)
      - (l) Ems (Eder) (Mittel- und Unterlauf)
      - (r) Schwalm (Eder) (Mittel- und Unterlauf)
      - (l) Pilgerbach

    - (l) Bauna (Unterlauf)

  - (l) Diemel (nur unterster Unterlauf)
    - (r) (Warme)
      - (r) Nebelbeeke

    - (r) Esse

Ökologisch wertvolle Standgewässer innerhalb der Senke sind insbesondere die bei der Stilllegung von Bergbau entstandenen Borkener See und Singliser See.

### Untereinheiten der westhessischen Senke
Die Haupteinheit Westhessische Senke war in den Arbeiten zum Handbuch der naturräumlichen Gliederung Deutschlands im Jahr 1954 kartiert und in der 4./5. Lieferung 1957 beschrieben worden – zunächst ohne die Schwalm, die ihrerseits Haupteinheit im Osthessischen Bergland war, und unter Einbezug der Ostwaldecker Randsenken. Die Schwalm wurde, dem Vorschlag von Gerhard Sandner von 1957 entsprechend, in der endgültigen Kartierung im Jahr 1960 zur Senke gestellt, die Randsenken wurden gleichzeitig als eigene Haupteinheit abgespalten.
Feinere Einheiten wurden auf den Einzelblättern 1:200.000 125 Marburg (Gerhard Sandner 1960; Südwesten mit kompletter Schwalm), 111 Arolsen (Martin Bürgener 1963; Westen) und 112 Kassel (Hans-Jürgen Klink 1969; Zentrum und Osten) definiert. Auf dem nördlicheren Blatt 99: Göttingen (Jürgen Hövermann 1963) liegt lediglich der schmalere Nordteil der Hofgeismarer Rötsenke (343.4), der dort noch mit 343.0 nummeriert ist, auf dem südlichen Blatt 126 Fulda (Werner Röll 1969) nur ein minimaler Teil des Frielendorfer Hügellandes (343.12).
Die nachfolgende Aufstellung ist dem Umweltatlas Hessen des HLNUG entnommen und basiert auf Die Naturräume Hessens von Otto Klausing (1988), das Diskrepanzen zwischen benachbarten Einzelblättern beseitigt und eine für Hessen einheitliche Gliederung und Namensgebung geschaffen hat. Die Flächen sind jeweils Teilflächen, die sich zur Gesamtfläche von 1037,32 km² innerhalb Hessens aufaddieren. Hinzu kommen etwa 18,5 km² Anteil des Kasseler Beckens in Niedersachsen (Gebiet um Landwehrhagen und Uschlag) und 2,2 km² der Hofgeismarer Rötsenke in Nordrhein-Westfalen (Gebiet um Herstelle).
| Naturräume in der westhessischen Senke | Naturräume in der westhessischen Senke | Naturräume in der westhessischen Senke | Naturräume in der westhessischen Senke |
| Nummer                                 | Naturraum                              | Fläche km²                             | Topografische Karte                    |
| -------------------------------------- | -------------------------------------- | -------------------------------------- | -------------------------------------- |
| 343.0                                  | Schwalm                                |                                        |                                        |
| 343.00                                 | Schwalmgrund                           | 17,83                                  | TK25 Nr. 5121                          |
| 343.01                                 | Wasenberger Terrassen                  | 75,75                                  | TK25 Nr. 5121                          |
| 343.02                                 | Alsfelder Mulde                        | 61,71                                  | TK25 Nr. 5221                          |
| 343.1                                  | Landsburger Senke                      |                                        |                                        |
| 343.10                                 | Trockenerfurther Gefilde               | 12,53                                  | TK25 Nr. 4921                          |
| 343.11                                 | Landsburger Grund                      | 36,20                                  | TK25 Nr. 5021                          |
| 343.12                                 | Frielendorfer Hügelland                | 77,78                                  | TK25 Nr. 5021                          |
| 343.13                                 | Borkener Becken                        | 24,29                                  | TK25 Nr. 4921                          |
| 343.2                                  | Hessengau                              |                                        |                                        |
| 343.20                                 | Homberger Bucht                        | 42,02                                  | TK 25 Nr. 4922                         |
| 343.21                                 | Waberner Ebene                         |                                        |                                        |
| 343.210                                | Schwalmaue                             | 22,43                                  | TK25 Nr. 4921                          |
| 343.211                                | Fritzlarer Ederflur                    | 48,55                                  | TK25 Nr. 4821                          |
| 343.22                                 | Großenengliser Platte                  | 18,38                                  | TK25 Nr. 4921                          |
| 343.23                                 | Fritzlarer Börde                       | 96,37                                  | TK25 Nr. 4822                          |
| 343.24                                 | Gudensberger Kuppenschwelle            | 29,72                                  | TK25 Nr. 4822                          |
| 343.3                                  | Kasseler Becken                        | 250,62                                 | TK25 Nr. 4723                          |
| 343.30                                 | Kasseler Fulda-Aue                     | 17,49                                  | TK25 Nr. 4623                          |
| 343.31                                 | Kasseler Graben                        | 5,91                                   | TK25 Nr. 4622                          |
| 343.4                                  | Hofgeismarer Rötsenke                  | 138,45                                 | TK25 Nr. 4422                          |
| 343.5                                  | Nordhabichtswälder Vorland             |                                        |                                        |
| 343.50                                 | Westuffelner Senke                     | 31,77                                  | TK25 Nr. 4522                          |
| 343.51                                 | Langen- und Staufenbergplatte          | 29,52                                  | TK25 Nr. 4522                          |

Der Naturraum westhessische Senke ist durch eine Vielzahl von kleinräumlichen Senken und Ebenen  gekennzeichnet.
Im Süden, in nordwestlicher Richtung, beginnt der Naturraum der Westhessischen Senke mit der Schwalm (Landschaft) (343.0) am oberen Mittellauf des gleichnamigen Flusses mit der Alsfelder Mulde, die in die Wasenberger Terrassen übergeht. Hieran schließt sich der Schwalmgrund an.
Daran schließt sich, in nordöstlicher Richtung, die den unteren Mittellauf der Schwalm begleitende Landsburger Senke (343.1) an mit ihren Untereinheiten Landsburger Grund, Frielendorfer Hügelland, Trockenerfurther Gefilde und dem Borkener Becken.
Der Übergang in den Hessengau (343.2) am Mündungsgebiet von der Schwalm in die Eder verläuft weiterhin in nordöstlicher Richtung über die Untereinheiten Homberger Bucht, Waberner Ebene (Schwalmaue und Fritzlarer Ederflur), Großenengliser Platte, Fritzlarer Börde und die Gudensberger Kuppenschwelle in das Kasseler Becken.
Im Kasseler Becken (343.3) am Unterlauf der Fulda mit den Untereinheiten Kasseler Fulda-Aue und Kasseler Graben schwenkt die Westhessische Senke in nordwestlicher Richtung ab und verlässt das Einzugsgebiet der Fulda, um jenes der Diemel zu betreten.
Nach Nordwesten schließt sich, entlang der über die Warme in die Diemel entwässernden Nebelbeeke, das Nordhabichtswälder Vorland mit den Untereinheiten Westuffelner Senke und Langen- und Staufenbergplatte an.
In nordöstlicher Richtung des Kasseler Beckens ist es die Hofgeismarer Rötsenke, die der Esse (Diemel) und schließlich dem Unterlauf der Diemel bis kurz vor ihrer Mündung in die Weser folgt. Dieser Naturraum ist mit 138,45 Quadratkilometern der zweitgrößte zusammenhängende innerhalb der Westhessischen Senke.

### Namensursprung
Der Namensursprung „westhessisch“ kann nur aus der Gegenüberstellung zum benachbarten Naturraum des Osthessischen Berglandes heraus verstanden und abgeleitet werden. Denn durch die gänzliche Entwässerung in Richtung Norden der Weser entgegen kann von einer nordhessischen Senke gesprochen werden.

## Ökologie

### Naturschutz-Status
In der Westhessischen Senke sind:
- Fauna-Flora-Habitat-Gebiete: 2,6 %
- Naturschutzgebiete: 1,3 %

Avifaunistisch wertvolle Gebiete befinden sich insbesondere bei Borken (Hessen), wo der Tagebau Gombeth ein Brutgebiet von nationaler Bedeutung darstellt. Der Singliser See ist ein Brut- und Rastgebiet und der Borkener See ein Rastgebiet von überregionaler Bedeutung. Entlang der Fulda sind Brut- und Rastgebiete mit überregionaler Bedeutung vorhanden, entlang der Emse Brut- und Rastgebiete mit regionaler Bedeutung. Weiterhin sind die „Wasenberg-Ziegenhainer Felder“ bei Schwalmstadt ein Brut- und Rastgebiet mit überregionaler Bedeutung. Das Naturschutzgebiet Borkener See (332 ha) ist zudem ein FFH-Vorschlaggebiet.